# John Best (arbitre)
Pour les articles homonymes, voir John Best et Best.
John Best est un ancien arbitre américain de soccer des années 1950. Il officia internationalement de 1952 à 1960.

## Carrière
Il a officié dans une compétition majeure : 
- Jeux olympiques de 1952 (1 match)